# Mémo (Ange)
... Mémo is een verzamelalbum van Ange. De band lag ten tijde van het verschijnen uit elkaar. De compact disc werd waarschijnlijk uitgegeven ter ondersteuning van het boekwerk Mes mots d’Ange et autres vers solitaires van Christian Décamps. Dat boekwerk bevat de door Décamps geleverde teksten aan de Franse muziekgroep.
Voor de fans van Ange bevatte het album naast hun “beste” werk ook een vijftal tracks die nooit eerder op album waren verschenen. Tracks 1 tot en 4 dateren uit 1972 in de samenstelling Christian Décamps (zang), Jean-Michel Brézovar (gitaar), Daniel Haas (basgitaar), Francis Décamps (toetsen) en Gérard Jelsch (drums). Track 10 is opgenomen in 1978 met de gebroeders Décamps, Claude Demet (gitaar) en Jean-Pierre Guichard (drums).

## Muziek
| Nr. | Titel                                                       | van album                  | Duur |
| --- | ----------------------------------------------------------- | -------------------------- | ---- |
| 1.  | Les vieux livres                                            | niet eerder verschenen     | 3:15 |
| 2.  | Carnaval                                                    | niet eerder verschenen     | 4:28 |
| 3.  | Les vieux de la montagne                                    | niet eerder verschenen     | 4:08 |
| 4.  | The night of the devil (Le soir du diable, Engels gezongen) | niet eerder verschenen     | 4:35 |
| 5.  | Aujourd’hui c’est la fête chez l’apprenti sorcier           | Le cimetière des arlequins | 3:27 |
| 6.  | La route aux cyprès                                         | Le cimetière des arlequins | 3:18 |
| 7.  | Fils de lumière                                             | Au-delà du délire          | 3:58 |
| 8.  | Sur la trace des fées                                       | Émile Jacotey              | 4:51 |
| 9.  | Des yeux couleur d’enfants                                  | Par les fils de mandrin    | 4:20 |
| 10. | Un Jésus cloué mains en calvaire véritable                  | niet eerder verschenen     | 5:04 |
| 11. | Vu d’un chien                                               | Vu d'un chien              | 6:16 |
| 12. | Saga                                                        | Moteur!                    | 5:06 |
| 13. | A jeun                                                      | À propos de ...            | 3:40 |
| 14. | Shéhérazade                                                 | La gare de Troyes          | 4:13 |
| 15. | Couleurs en colère                                          | Les larmes du Dalaï lama   | 5:35 |
| 16. | Les larmes du Dalaï lama                                    | Les larmes du Dalaï lama   | 6:04 |